# Abd Allah Nadim
Abd Allah Nadim o Abd-Al·lah an-Nadim (àrab: عبد الله النديم, ʿAbd Allāh an-Nadīm) (Alexandria, 10 de desembre de 1845 - Istanbul, 10 d'octubre de 1896) fou un periodista, escriptor, assagista i poeta egipci conegut com a «Khatib ath-Thawra», ‘Pregoner de la Revolució’.
Provinent d'una família pobre, el seu pare era un pastisser d'extracció pagesa, tot i descendir d'al-Hàssan, el net gran de Mahoma. El seu mestre, el xeic Ibrahim, el va educar acuradament. El seu pare no volia que es dediqués a la poesia i després d'una estada a l'Alt Egipte s'establí com a radiotelegrafista, tot aconseguint feina al palau de la mare del khediv Ismaïl Paixà, d'on en va ser expulsat per intrigues de palau. Després d'altres feines, va acabar com a ajudant de l'inspector general del Baix Egipte, de qui fou company literari. Des de 1887 va començar a escriure als diaris i el 1881 va fundar el seu propi diari At-Tankit wa-t-tanbit i poc després At-Taif, des d'on va fustigar el poder colonial europeu. Sota al-Urabí va donar suport al moviment revolucionari i quan els britànics el van sufocar va passar a la clandestinitat i es va amagar nou anys fins que fou descobert i expulsat d'Egipte. Va viure un any a Jaffa, però Abbas Hilmi II el va cridar i va poder publicar un nou setmanari, Al-Ustadh, contrari als britànics, editat entre 1892 i 1893, quan els britànics van imposar el seu desterrament a Turquia. A Istanbul va treballar pel departament d'educació otomà i després fou director de publicacions fins a la seva mort.